# Castello di San Giorgio (Due Carrare)
Il castello di San Giorgio è un edificio medievale in rovina situato a Carrara San Giorgio, frazione del comune sparso di Due Carrare, nella provincia di Padova in Veneto.

## Storia
La prima testimonianza dell’esistenza di un castello a Carrara San Giorgio è fornita dal "Codice diplomatico della Lombardia Medievale", documento datato 1050 nel quale si afferma che il castello, intitolato a San Giorgio, per la vicinanza ad una preesistente chiesa, della quale sul piano archeologico si conserva esclusivamente un tratto di parete, sorgeva su un piccolo dosso di forma ovoidale rilevato di una decina di metri rispetto alla pianura circostante all’interno del cosiddetto "castrum Carrariae", vasto appezzamento di terreno la cui proprietà viene attribuita da cronache locali alla famiglia Da Carrara.
L’esistenza del castrum Carrariae ospitante il castello con la sua fortificazione e la villa De Cararia, pare confermata dal toponimo locale di "monticello Carrarese" il quale si riferisce all'ultimo rilievo ad est dei colli Euganei. L'altura di circa 21 metri si colloca a 1,5 km a nord-ovest di Carrara San Giorgio, di fronte al gruppo del Monte Ceva e nelle immediate vicinanze della chiesa parrocchiale di San Giorgio Martire.
Sebbene le origini politiche della famiglia che prese il nome dalla località di Carrara (oggi inglobata nel comune di Due Carrare) siano tuttora oggetto di discussione, la storiografia contemporanea vede nel loro capostipite un certo Litolfo da Carrara, autodefinitosi «professus ex nazione mea lege vivere Longobardorumin» ovvero di etnia e cultura Longobarda, che nel 1027 donò numerosi beni al monastero benedettino di Santo Stefano come forma di commemorazione dei defunti genitori Gumberto e Ragenteuda e della cognata Ritarda. Sembra fu dunque Litolfo, in qualità di fondatore della dinastia padovana, ad intraprendere tra gli anni 20 e la prima metà del XI secolo la costruzione del castello di famiglia con l'obiettivo di trasformare il piccolo villaggio rurale, strategicamente sorto a metà strada tra la città di Padova e il già allora assai importante centro di Monselice, il quale dopo essere stato per alcuni secoli capoluogo di comitato, era divenuto un nodo cruciale della fascia meridionale del territorio padovano per fattori d'ordine geo-politico ed economico, in un centro di potere signorile.
Restano prive di un'interpretazione unanime anche le vicende legate alla distruzione e all'abbandono del castello; secondo Cesare Cantu questa risalirebbe al 1247 anno in cui il podestà padovano Ezzelino III da Romano la ordinò come ritorsione nei confronti dei suoi avversari politici; al contrario lo storico italiano Amato Amati la data al 1164, anno in cui i cittadini padovani, a seguito della sconfitta riportata da Federico I° Barbarossa, lo distrussero a causa della vicinanza dei Carraresi all'imperatore. Ciò che è certo invece è che nel 1405, a fronte della definitiva sconfitta ed esecuzione degli ultimi membri della casata dei Da Carrara ad opera dei Veneziani, le rimanenti proprietà della famiglia vennero sequestrate e messe all'asta; i terreni vennero così acquistati da alcune illustri famiglie veneziane che qui intrapresero la costruzione delle proprie ville rurali tutt'ora presenti e in ottimo stato di conservazione.

## Descrizione

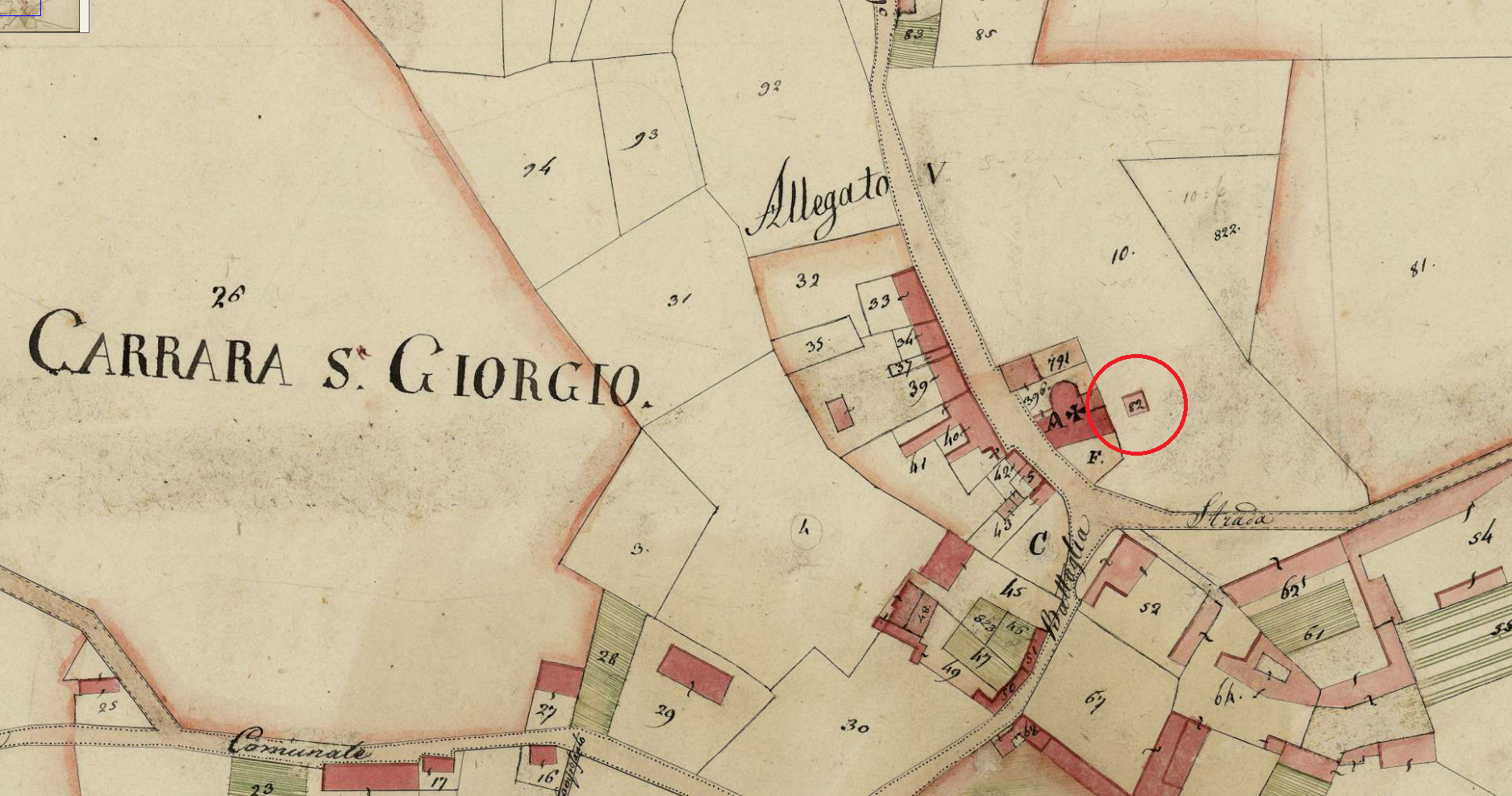
Carrara San Giorgio (Due Carrare), Mappa 11, Catasto Austriaco 1845

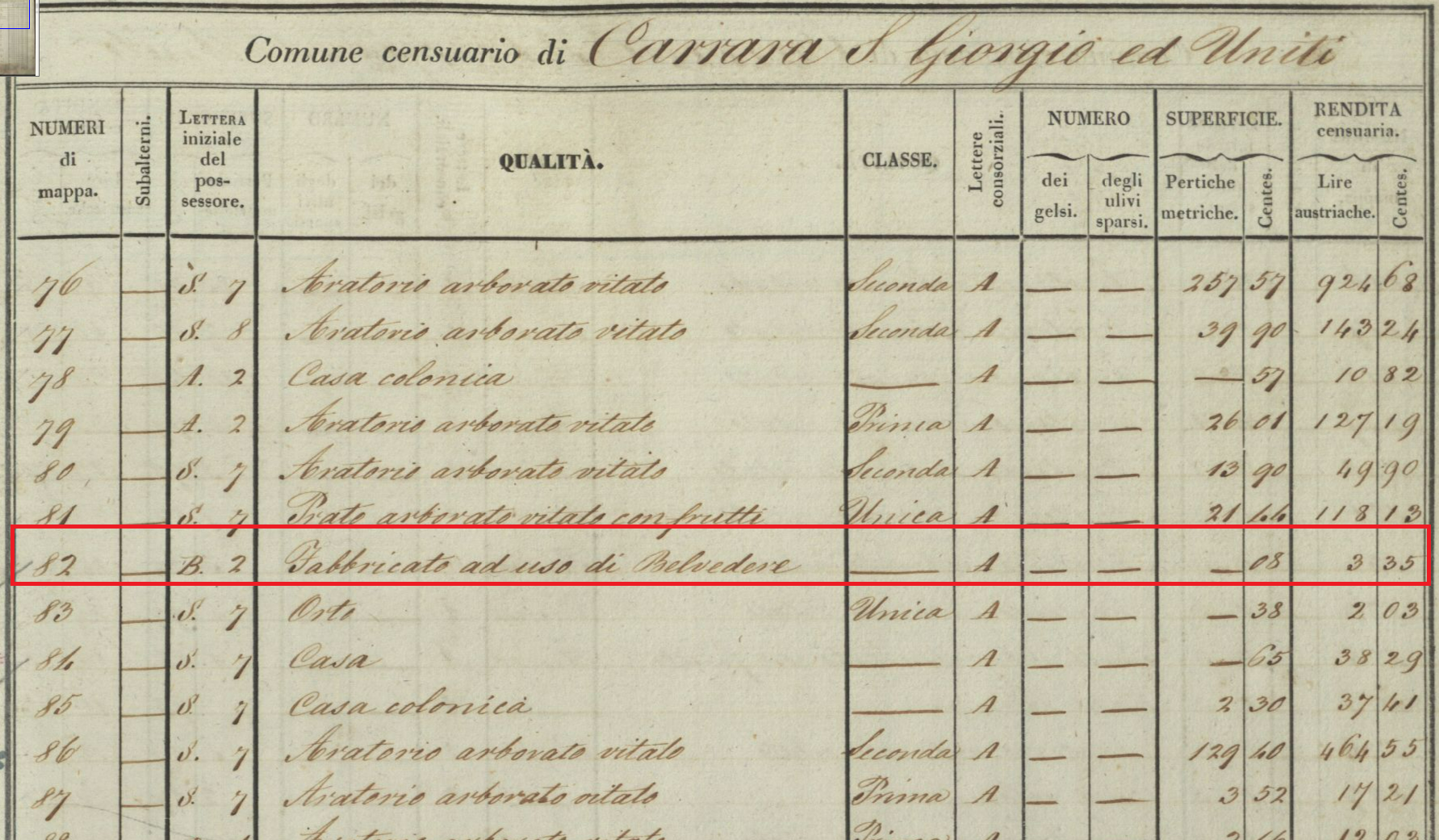
Carrara San Giorgio (Due Carrare), Registro dei mappali, Catasto Austriaco 1846

In assenza di fonti archeologiche, ma in presenza di una buona documentazione scritta, possiamo perciò affermare che il castello sorgeva su un piccolo dosso di forma ellittica a circa dieci metri rispetto la pianura circostante; sulla sommità di questo si riscontrano oggi tra la vegetazione, i resti di un probabile casino di caccia seicentesco che all'interno del registro dei mappali del catasto austriaco, redatto attorno alla metà del XIX secolo, viene definito: "fabbricato ad uso di belvedere".
La base dell'edificio seicentesco è costituita da un terrapieno con muro di contenimento in pietra mentre l'alzato corrisponde alla tipica struttura del dongione quadrangolare le cui pareti sono state realizzate in laterizi romani di reimpiego. I lati nord, sud e ovest erano scanditi da una serie di tre archi a tutto sesto mentre sul lato est il foro di una porta, conduceva ad un annesso semicircolare ospitante la scala elicoidale in legno, tuttora presente, che dava accesso al primo piano della struttura. Il pessimo stato di conservazione consente comunque di ipotizzare che questo, fosse costituito in origine da un pavimento in legno, sostenuto da travi incastrate a muro, come dimostrano i fori riscontrati sulle pareti est e ovest e da una serie di finestre quadrangolari, delle quali si conserva esclusivamente il foro di una di esse.

Lungo il lato sud del "dongione" si riscontra infine un secondo terrapieno di altezza compresa tra i 70 e gli 80 cm con muro di contenimento in laterizio che potrebbe rappresentare la vera e propria base del castello altomedievale oppure un ampliamento dell'edificio seicentesco mai realizzato.

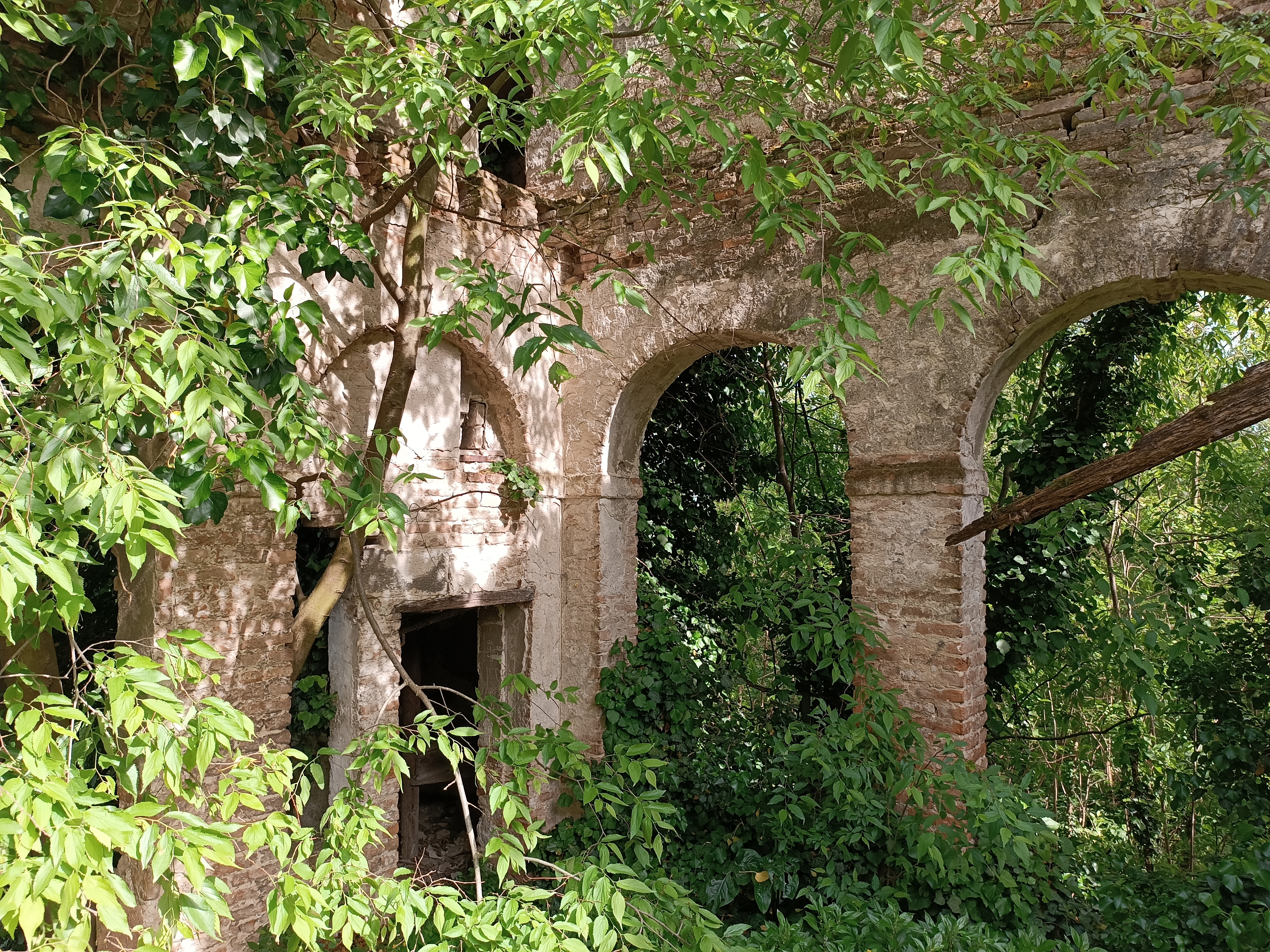
Vista dell'angolo S-E del dongione quadrangolare del probabile casino di caccia seicentesco
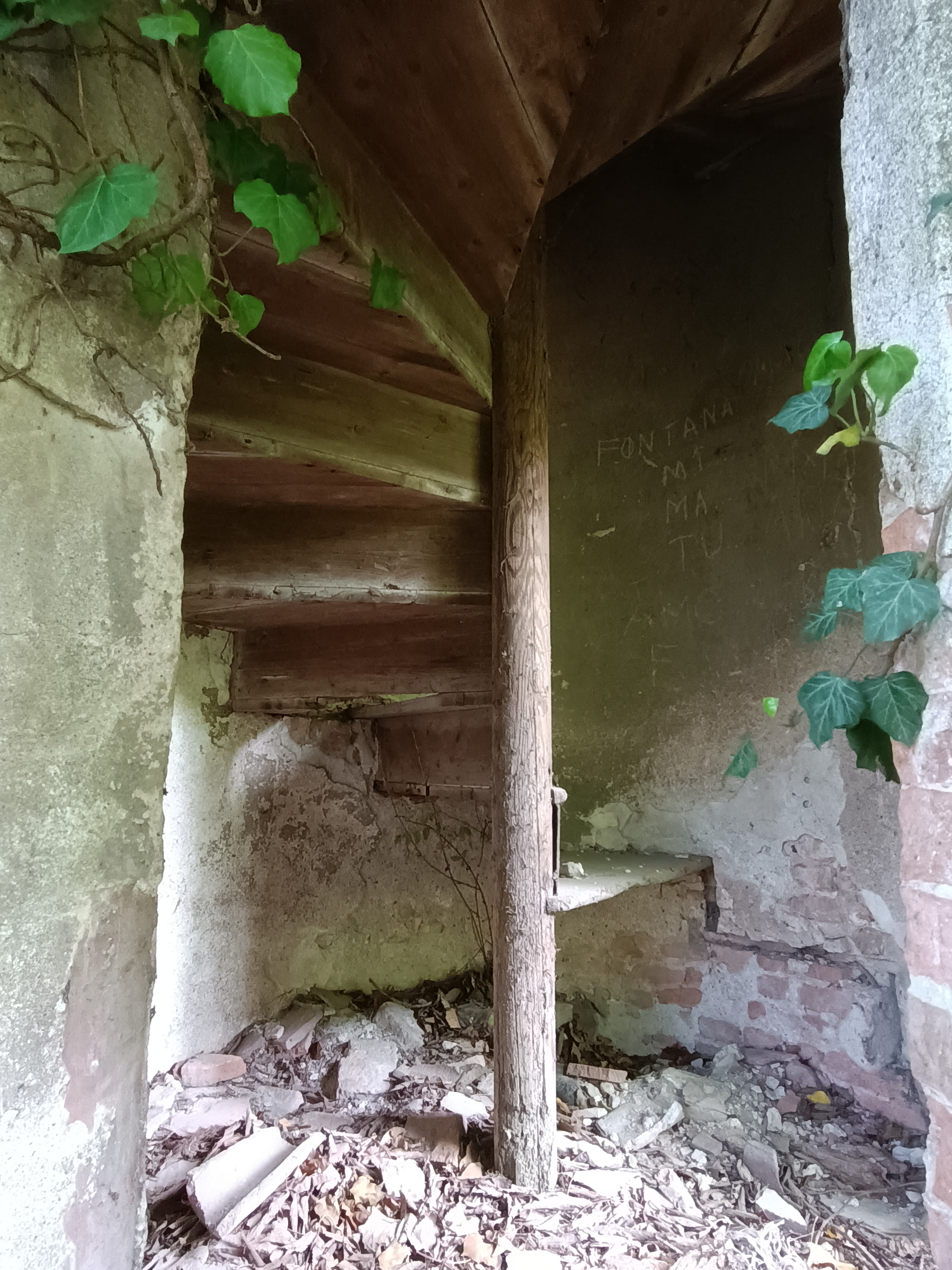
Dettaglio del vano scala che conduceva al primo piano
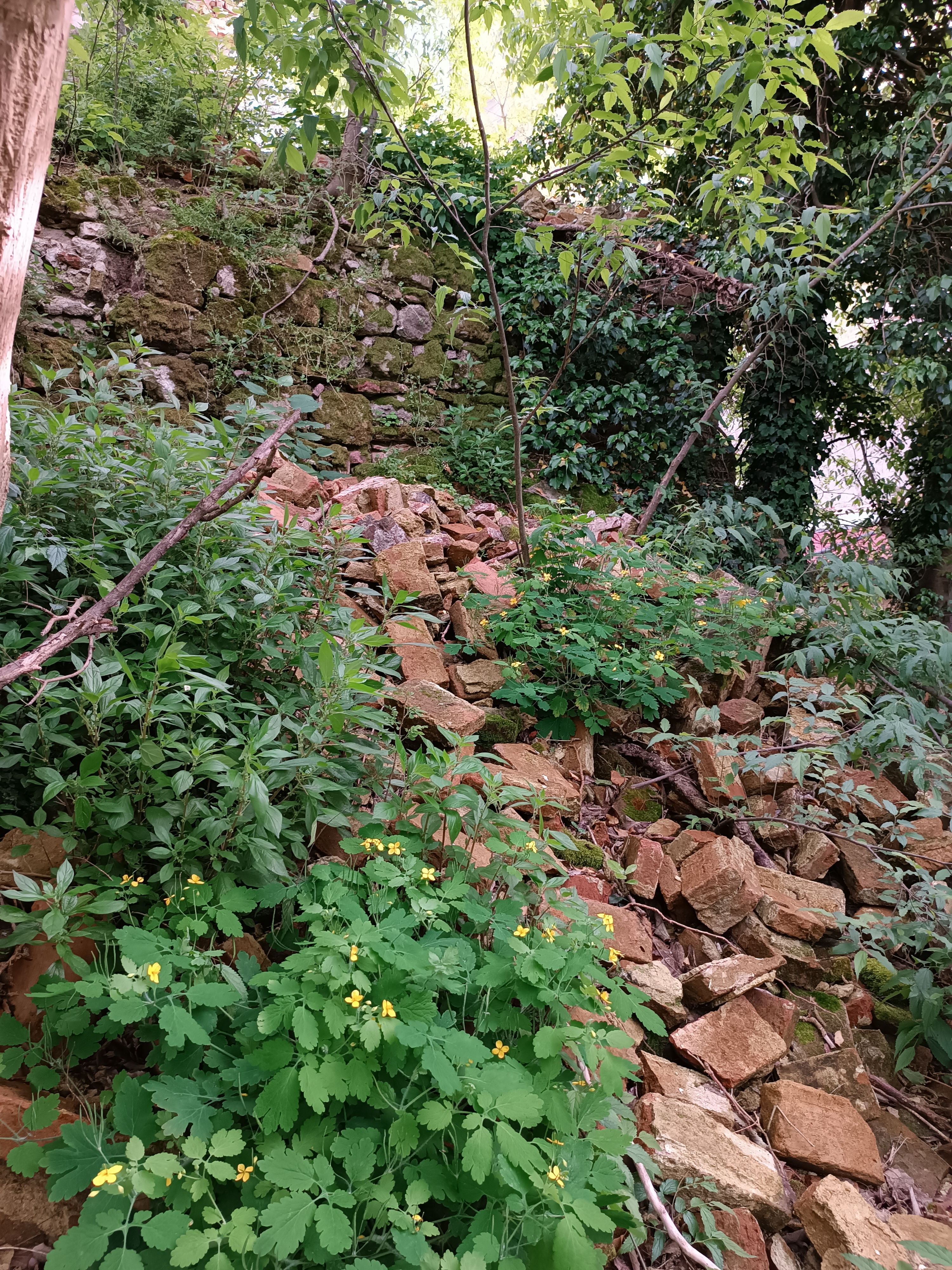
laterizi romani reimpiegati per la realizzazione del dongione crollati lungo il declivio nord del monticello Carrarese
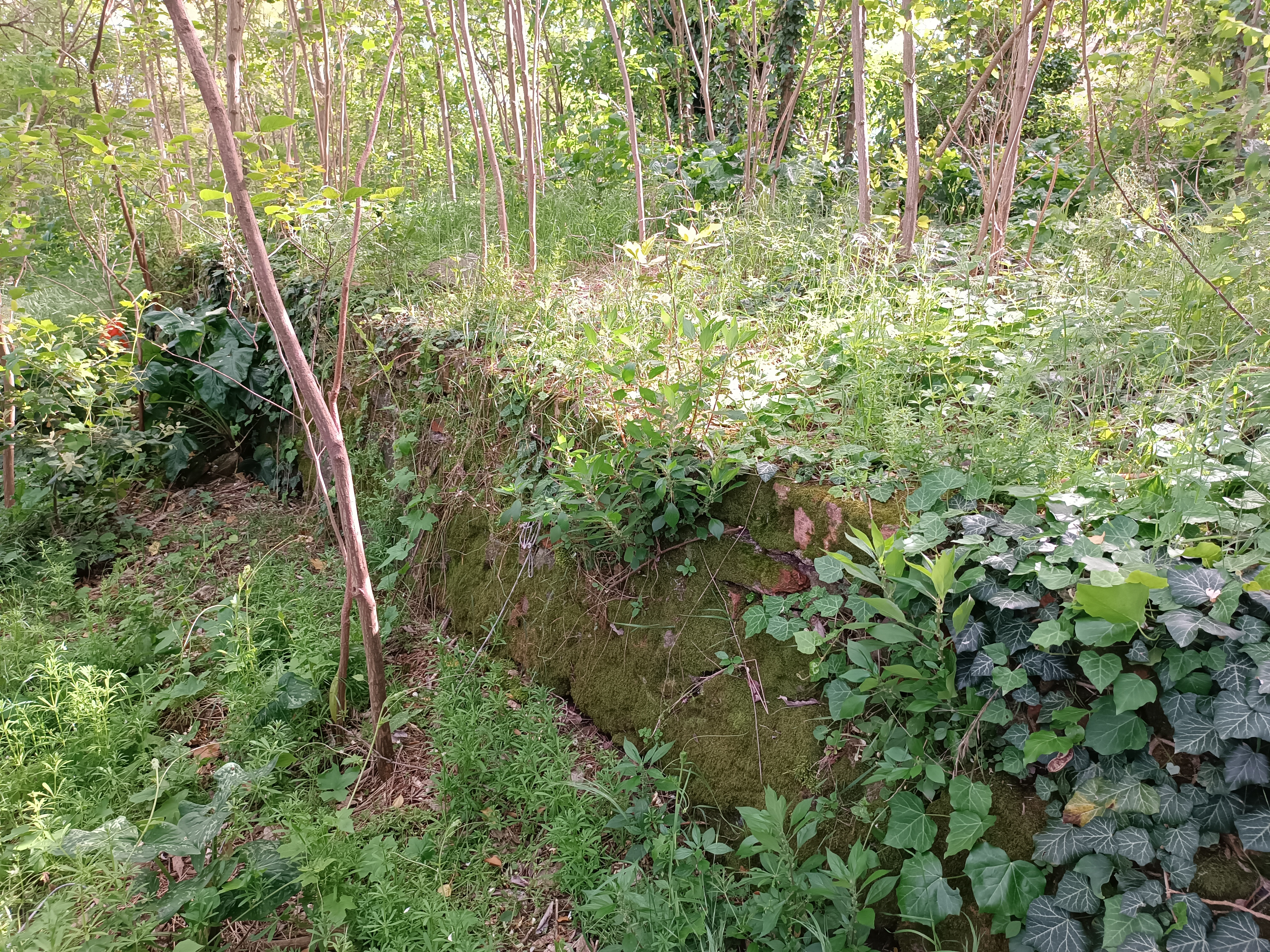
Vista del terrapieno quadrangolare con muro di contenimento in laterizio che si sviluppa lungo il lato sud del dongione